# Karlshamns tingsrätt
Karlshamns tingsrätt var en tingsrätt i Blekinge län. Karlshamns tingsrätts domsaga omfattade Karlshamns kommun. Domsagan låg under Hovrätten över Skåne och Blekinge. Tingsrätten hade kansli i Karlshamn. Tingsrätten med dess domsaga uppgick 2001 i Blekinge tingsrätt och dess domsaga.

## Administrativ historik
Vid tingsrättsreformen 1971 bildades denna tingsrätt i Karlshamn från häradsrätten för Bräkne och Karlshamns domsaga som var placerad där. Domkretsen bildades av Bräkne och Karlshamns domsaga. Namnet var till 1975 Bräkne och Karlshamns tingsrätt och Bräkne och Karlshamns domsaga. Tingsrätten med dess domsaga uppgick 1 juli 2001 i Blekinge tingsrätt och dess domsaga.

## Lagmän
- 1971–1978 Gösta Grevillius
- 1978-1990: Gösta Klementsson
- 1990-1998: Jan-Olof Rehnberg
- 1998-2001: Bo Olsson tillförordnad
- 2001: Peter Rosén